# Eidgenössisches Departement des Innern
Das Eidgenössische Departement des Innern EDI (französisch Département fédéral de l’intérieur DFI, italienisch Dipartimento federale dell’interno DFI, rätoromanisch Departament federal da l’internⓘ DFI, englisch Federal Department of Home Affairs FDHA) ist eines der sieben Departemente der Schweizer Regierung. Jeweils einer der Bundesräte steht dem Departement vor.
Im Gegensatz zu den Innenministerien in vielen anderen Ländern, die oft für die innere Sicherheit zuständig sind, sind die Agenden der Polizei beim Eidgenössischen Justiz- und Polizeidepartement (EJPD) angesiedelt – vergleichbar mit dem Innenministerium der Vereinigten Staaten. Das EDI ist demgegenüber u. a. zuständig für Sozial-, Gesundheits- und Familienpolitik sowie Kultur.

## Bezeichnungen
- 1848: Departement des Innern
- 1979: Eidgenössisches Departement des Innern (EDI)

## Bereiche
- Generalsekretariat
  - Eidgenössische Kommission gegen Rassismus
  - Fachstelle für Rassismusbekämpfung
  - Eidgenössische Stiftungsaufsicht
  - Eidgenössisches Büro für die Gleichstellung von Menschen mit Behinderungen (EBGB)
- Eidgenössisches Büro für die Gleichstellung von Frau und Mann (EBG)
- Bundesamt für Kultur (BAK)
  - Schweizerische Nationalbibliothek (NB)
- Schweizerisches Bundesarchiv (BAR)
- Bundesamt für Meteorologie und Klimatologie (MeteoSchweiz)
- Bundesamt für Gesundheit (BAG)
- Bundesamt für Lebensmittelsicherheit und Veterinärwesen (BLV)
  - Institut für Virologie und Immunologie (IVI)
- Bundesamt für Statistik (BFS)
- Bundesamt für Sozialversicherungen (BSV)

Administrativ dem EDI zugeordnet:
- Schweizerisches Heilmittelinstitut (Swissmedic)
- Schweizerisches Nationalmuseum (SNM)
- Stiftung Pro Helvetia
- Oberaufsichtskommission Berufliche Vorsorge (OAK BV)

## Vorsteher des Departements
| Jahr      | Bild | Name (Lebensdaten)                  | Partei            |
| --------- | ---- | ----------------------------------- | ----------------- |
| 1848–1857 |      | Stefano Franscini (1796–1857)       | freis.            |
| 1857–1863 |      | Giovanni Battista Pioda (1808–1882) | freis.            |
| 1864      |      | Karl Schenk (1823–1895)             | freis.            |
| 1865      |      | Jakob Dubs (1822–1879)              | freis.            |
| 1866–1870 |      | Karl Schenk (1823–1895)             | freis.            |
| 1871–1872 |      | Jakob Dubs (1822–1879)              | freis.            |
| 1872–1873 |      | Karl Schenk (1823–1895)             | freis.            |
| 1874–1875 |      | Josef Martin Knüsel (1813–1889)     | freis.            |
| 1876–1878 |      | Numa Droz (1844–1899)               | freis.            |
| 1879–1884 |      | Karl Schenk (1823–1895)             | freis.            |
| 1885      |      | Adolf Deucher (1831–1912)           | freis.            |
| 1886–1895 |      | Karl Schenk (1823–1895)             | FDP               |
| 1895–1897 |      | Eugène Ruffy (1854–1919)            | FDP               |
| 1898–1899 |      | Adrien Lachenal (1849–1918)         | FDP               |
| 1900–1903 |      | Marc Ruchet (1853–1912)             | FDP               |
| 1904–1905 |      | Ludwig Forrer (1845–1921)           | FDP               |
| 1906–1910 |      | Marc Ruchet (1853–1912)             | FDP               |
| 1911      |      | Josef Anton Schobinger (1849–1911)  | kath.-kons.       |
| 1912      |      | Marc Ruchet (1853–1912)             | FDP               |
| 1912      |      | Camille Decoppet (1862–1925)        | FDP               |
| 1913      |      | Louis Perrier (1849–1913)           | FDP               |
| 1913–1917 |      | Felix Calonder (1863–1952)          | FDP               |
| 1918–1919 |      | Gustave Ador (1845–1928)            | LPS               |
| 1920–1928 |      | Ernest Chuard (1857–1942)           | FDP               |
| 1929      |      | Marcel Pilet-Golaz (1889–1958)      | FDP               |
| 1930–1934 |      | Albert Meyer (1870–1953)            | FDP               |
| 1934–1959 |      | Philipp Etter (1891–1977)           | KCVP              |
| 1960–1973 |      | Hans-Peter Tschudi (1913–2002)      | SP                |
| 1974–1982 |      | Hans Hürlimann (1918–1994)          | CVP               |
| 1983–1986 |      | Alphons Egli (1924–2016)            | CVP               |
| 1987–1993 |      | Flavio Cotti (1939–2020)            | CVP               |
| 1993–2002 |      | Ruth Dreifuss (* 1940)              | SP                |
| 2003–2009 |      | Pascal Couchepin (* 1942)           | FDP.Die Liberalen |
| 2009–2011 |      | Didier Burkhalter (* 1960)          | FDP.Die Liberalen |
| 2012–2023 |      | Alain Berset (* 1972)               | SP                |
| 2024–     |      | Elisabeth Baume-Schneider (* 1963)  | SP                |

## Personalbestand ab 2001
| Jahr | Vollzeitstellen |
| ---- | --------------- |
| 2001 | 1'999           |
| 2002 | 2'040           |
| 2003 | 2'068           |
| 2004 | 1'978           |
| 2005 | 1'872           |
| 2006 | 1'646           |
| 2007 | 2'013           |
| 2008 | 2'033           |
| 2009 | 2'105           |
| 2010 | 2'038           |
| 2011 | 2'066           |
| 2012 | 2'062           |
| 2013 | 2'193           |
| 2014 | 2'229           |
| 2015 | 2'230           |
| 2016 | 2'427           |
| 2017 | 2'414           |
| 2018 | 2'448           |
| 2019 | 2'472           |
| 2020 | 2'547           |
| 2021 | 2'633           |
| 2022 | 2'678           |
| 2023 | 2'759           |
| 2024 | 2'809           |